# Connomyia zeus
Connomyia zeus là một loài ruồi trong họ Asilidae. Connomyia zeus được Londt miêu tả năm 1993. Loài này phân bố ở vùng nhiệt đới châu Phi.